# Ophrys marinaltae
Ophrys marinaltae är en orkidéart som beskrevs av M.R.Lowe, Piera och Manuel Benito Crespo. Ophrys marinaltae ingår i ofryssläktet, och familjen orkidéer.
Artens utbredningsområde är Spanien. Inga underarter finns listade i Catalogue of Life.